# جان برایان (کارگردان هنری)
جان برایان (انگلیسی: John Bryan؛ ۱۲ اوت ۱۹۱۱ – ۱۰ ژوئن ۱۹۶۹) یک تهیه‌کننده، کارگردان هنری و طراح صحنه اهل انگلستان بود.
وی برنده جایزه اسکار بهترین طراحی صحنه برای فیلم آرزوهای بزرگ در سال ۱۹۴۷ شده است.